# José Luis Rendueles
Jose Luis Rendueles (Vega, Gijón, 1972) es un escritor español.

## Biografía
Fue uno de los fundadores del grupo poético Cartafueyu, y también el editor del fanzine Parsifal, dedicado a la literatura fantástica, entre 1990 y 1995, en el que publicarían sus primeros relatos autores como Ricardo Menéndez Salmón, Félix J. Palma o Rodolfo Martínez.
Ganó el premio Asturias Joven de Poesía del año 1995 con el libro Momentos Acotados, un poemario primerizo y que mostraba una voz todavía no asentada, pero que le permitió participar en antologías como “10 menos 30” de Luis Antonio de Villena.
Posteriormente, publicaría el libro de relatos Historias de Comarca, una recopilación heterogénea, que oscila entre la fantasía, la recreación de leyendas populares y un realismo descarnado.
Su siguiente libro en castellano, el poemario Ultrajes, mostraba una mayor madurez, pero fue un libro que pasó desapercibido.
Su obra posterior parece desarrollarse exclusivamente en lengua asturiana, con un fuerte apego a la tierra.

## Obra en castellano
Poesía
- Momentos acotados (1996), premio Asturias Joven de Poesía 1995
- Ultrajes (1999)

Narrativa
- Historias de Comarca (1998), premio Asturias Joven 1997

## Obra en asturiano
Poesía
- La casería (2002), premio Xuan María Acebal
- Albentestate (2003), premio Fernán Coronas
- Cabudañu (2006)
- Ferruñu (2007)

Narrativa
- Cuentos chinos (2001)
- Los meyores cuentos del mundu y otres proses mongoles (2007)